# Davy Theunis
Davy Theunis (28 januari 1980) is een voormalig Belgische profvoetballer. Hij speelde als middenvelder bij KSK Beveren.

## Biografie
In zijn eerste voetbaljaren kwam Theunis uit voor KSK Kieldrecht. Op zijn 12e volgde echter de overgang naar KSK Beveren, waar hij zou blijven tot hij in het seizoen 1998-1999 in Eerste klasse zijn vuurdoop onderging. Gedurende enkele jaren bleef hij in Beveren, tot hij na een goed 2002-2003 door AA Gent werd aangetrokken. Ondanks redelijk veel speelgelegenheid verkaste hij het jaar daarna naar FC Brussels. Na 2 seizoenen, waarin hij geen potten brak en nauwelijks speelgelegenheid had door blessures keerde hij terug naar KSK Beveren, waarmee hij het eerste seizoen degradeerde. Daardoor kwam hij nog een jaar uit in de Tweede klasse. Op 28-jarige leeftijd heeft Davy het profvoetbal vaarwel moeten zeggen door een zware knieblessure. Davy is verdergegaan bij de amateurs, bij respectievelijk Kruibeke, KSK Kieldrecht en VV Hulsterloo. Daarna is hij met trainer Tonny Pollet vertrokken naar KSK Klinge. Tegenwoordig speelt hij zaalvoetbal bij Decomat.

## Statistieken
- KSK Kieldrecht (3de provinciale)
- FC Brussels (1ste klasse)
- AA Gent (1ste klasse)